# Silvestre Igoa
Silvestre Igoa Garciandia (San Sebastián, 5 settembre 1920 – San Sebastián, 31 maggio 1969) è stato un calciatore spagnolo, di ruolo attaccante.

## Carriera

### Club
Durante la sua carriera ha giocato con varie squadre di club, ma con il Valencia ha vinto 3 campionati spagnoli, una coppa di Spagna ed una coppa Eva Duarte.

### Nazionale
Con la Nazionale spagnola conta 10 presenze e 7 reti.

## Palmarès
- Campionato spagnolo: 3

Valencia: 1941-1942, 1943-1944, 1946-1947
- Coppa di Spagna: 1

Valencia: 1948-1949
- Coppa Eva Duarte: 1

Valencia: 1949